# EGG FIRM
株式会社EGG FIRM（エッグファーム、英: Egg Firm Inc.）は、日本のアニメプロデュース会社。日本動画協会準会員。
アニメーションの企画・制作を中心としたトータルプロデュースを手掛ける。社名は直訳すると「卵商会（卵事務所）」で、アニメコンテンツを卵に例えて「卵を育む器でありたい」「勢いや才能のある若い人にも活躍の場を与えることが出来たら」という想いから名付けられた。

## 略歴
アニメプロデュース会社のジェンコから独立した大澤信博により2015年3月10日に設立された。
2016年4月1日にライトノベル編集者の三木一馬が設立したストレートエッジと提携し、大澤と三木が互いの会社の社外取締役に就任した。
同年7月に放送開始したテレビアニメ『斉木楠雄のΨ難』においてJ.C.STAFFと共同でアニメーション制作を手掛け、会社として本格始動した。同時点では制作パートナーとして株主に、小説家の川原礫、アニメ脚本家の大河内一楼、アニメ監督の新房昭之が参加している。
2018年、アニメ『無職転生 〜異世界行ったら本気だす〜』を制作するにあたり、アニメ制作会社のWHITE FOXとの共同出資によって新たな制作会社スタジオバインドを設立。

## 作品

### テレビアニメ
| 放送年 | タイトル                                                                  | 制作スタジオ       | 担当               |
| ------ | ------------------------------------------------------------------------- | ------------------ | ------------------ |
| 2015年 | ダンジョンに出会いを求めるのは間違っているだろうか                        | J.C.STAFF          | プロデュース協力   |
| 2015年 | GATE 自衛隊 彼の地にて、斯く戦えり                                        | A-1 Pictures       | プロデュース協力   |
| 2015年 | 下ネタという概念が存在しない退屈な世界                                    | J.C.STAFF          | プロデュース協力   |
| 2015年 | 監獄学園                                                                  | J.C.STAFF          | プロデュース協力   |
| 2016年 | 斉木楠雄のΨ難                                                             | EGG FIRM J.C.STAFF | アニメーション制作 |
| 2017年 | スクールガールストライカーズ Animation Channel                            | J.C.STAFF          | プロデュース       |
| 2017年 | 境界のRINNE（第3シリーズ）                                                | ブレインズ・ベース | プロデュース協力   |
| 2017年 | ソード・オラトリア ダンジョンに出会いを求めるのは間違っているだろうか外伝 | J.C.STAFF          | プロデュース協力   |
| 2017年 | ナイツ&マジック                                                           | エイトビット       | プロデュース協力   |
| 2017年 | UQ HOLDER! 〜魔法先生ネギま!2〜                                           | J.C.STAFF          | プロデュース       |
| 2017年 | キノの旅 -the Beautiful World- the Animated Series                        | Lerche             | プロデュース       |
| 2017年 | このはな綺譚                                                              | Lerche             | プロデュース協力   |
| 2018年 | 斉木楠雄のΨ難（第2期）                                                    | EGG FIRM J.C.STAFF | アニメーション制作 |
| 2018年 | ラストピリオド -終わりなき螺旋の物語-                                     | J.C.STAFF          | プロデュース       |
| 2018年 | ソードアート・オンライン オルタナティブ ガンゲイル・オンライン            | Studio 3Hz         | プロデュース       |
| 2018年 | ソードアート・オンライン アリシゼーション                                 | A-1 Pictures       | プロデュース       |
| 2018年 | 斉木楠雄のΨ難 完結編                                                      | EGG FIRM J.C.STAFF | アニメーション制作 |
| 2019年 | えんどろ〜!                                                               | Studio五組         | プロデュース       |
| 2019年 | ダンジョンに出会いを求めるのは間違っているだろうかII                      | J.C.STAFF          | プロデュース       |
| 2019年 | ノー・ガンズ・ライフ                                                      | マッドハウス       | プロデュース       |
| 2019年 | 神田川JET GIRLS                                                           | ティー・エヌ・ケー | プロデュース       |
| 2019年 | ソードアート・オンライン アリシゼーション War of Underworld               | A-1 Pictures       | プロデュース       |
| 2020年 | ノー・ガンズ・ライフ（第2期）                                             | マッドハウス       | プロデュース       |
| 2020年 | おばけずかん                                                              | ファンワークス     | プロデュース       |
| 2020年 | ダンジョンに出会いを求めるのは間違っているだろうかIII                     | J.C.STAFF          | プロデュース       |
| 2021年 | 無職転生 〜異世界行ったら本気だす〜                                       | スタジオバインド   | プロデュース       |
| 2021年 | 逆転世界ノ電池少女                                                        | Lerche             | プロデュース       |
| 2022年 | 処刑少女の生きる道                                                        | J.C.STAFF          | プロデュース       |
| 2022年 | ダンジョンに出会いを求めるのは間違っているだろうかIV                      | J.C.STAFF          | プロデュース       |
| 2022年 | おばけずかん!                                                             | ファンワークス     | プロデュース       |
| 2022年 | 不徳のギルド                                                              | ティー・エヌ・ケー | プロデュース       |
| 2023年 | お兄ちゃんはおしまい！                                                    | スタジオバインド   | プロデュース       |
| 2023年 | 無職転生 II 〜異世界行ったら本気だす〜                                    | スタジオバインド   | プロデュース       |
| 2023年 | ワールドダイスター                                                        | Lerche             | プロデュース       |
| 2023年 | 山田くんとLv999の恋をする                                                 | マッドハウス       | プロデュース       |
| 2024年 | ソードアート・オンライン オルタナティブ ガンゲイル・オンラインII          | A-1 Pictures       | プロデュース       |
| 2024年 | ダンジョンに出会いを求めるのは間違っているだろうかV                       | J.C.STAFF          | プロデュース       |
| 2025年 | クラスの大嫌いな女子と結婚することになった。                              | Studio五組 AXsiZ   | プロデュース       |
| 2025年 | ブサメンガチファイター                                                    | WHITE FOX          | プロデュース       |
| 2025年 | 瑠璃の宝石                                                                | スタジオバインド   | プロデュース       |
| 2026年 | 無職転生 III 〜異世界行ったら本気だす〜                                   | スタジオバインド   | プロデュース       |

### 劇場アニメ
| 公開年 | タイトル                                                                 | 制作スタジオ | 備考             |
| ------ | ------------------------------------------------------------------------ | ------------ | ---------------- |
| 2016年 | アクセル・ワールド INFINITE∞BURST                                        | サンライズ   | プロデュース協力 |
| 2017年 | 劇場版 ソードアート・オンライン -オーディナル・スケール-                 | A-1 Pictures | プロデュース協力 |
| 2019年 | 劇場版 ダンジョンに出会いを求めるのは間違っているだろうか -オリオンの矢- | J.C.STAFF    | プロデュース     |
| 2021年 | 劇場版 ソードアート・オンライン -プログレッシブ- 星なき夜のアリア        | A-1 Pictures | プロデュース     |
| 2022年 | 劇場版 ソードアート・オンライン -プログレッシブ- 冥き夕闇のスケルツォ    | A-1 Pictures | プロデュース     |

### Webアニメ
| 配信年 | タイトル              | 制作スタジオ       | 備考               |
| ------ | --------------------- | ------------------ | ------------------ |
| 2019年 | 斉木楠雄のΨ難 Ψ始動編 | EGG FIRM J.C.STAFF | アニメーション制作 |

### その他
| 年     | タイトル                                                                                 | 備考                                           |
| ------ | ---------------------------------------------------------------------------------------- | ---------------------------------------------- |
| 2016年 | 多数決ドラマ「青春ブタ野郎はバニーガール先輩の夢を見ない」with「さくら荘のペットな彼女」 | 制作                                           |
| 2016年 | ラストピリオド -終わりなき螺旋の物語-                                                    | オープニングアニメ制作、制作スタジオ:J.C.STAFF |
| 2016年 | 多数決ドラマ「キノの旅 -the Beautiful World-」                                           | 制作                                           |
| 2018年 | トリプルモンスターズ                                                                     | 企画協力                                       |